# Hypnum depressum
Hypnum depressum là một loài Rêu trong họ Hypnaceae. Loài này được (Hedw.) Sw. ex P. Beauv. mô tả khoa học đầu tiên năm 1805.